# Wirogomo
Wirogomo is een bestuurslaag in het regentschap Semarang van de provincie Midden-Java, Indonesië. Wirogomo telt 2669 inwoners (volkstelling 2010).